# SMS Mecklenburg
SMS Mecklenburg là một thiết giáp hạm tiền-dreadnought thuộc lớp Wittelsbach của Hải quân Đế quốc Đức. Nó được đặt lườn tại xưởng tàu AG Vulcan ở Stettin vào năm 1899 và được hoàn tất vào tháng 5 năm 1903. Nó cùng với các tàu chị em Wittelsbach, Wettin, Zähringen và Schwaben là những tàu chiến chủ lực đầu tiên được chế tạo theo nội dung của Luật Hải quân năm 1898, được đề xướng bởi Đô đốc Alfred von Tirpitz.
Mecklenburg trải qua giai đoạn đầu của quãng đời phục vụ cùng Hải đội 1 của hạm đội Đức. Sau khi Chiến tranh Thế giới thứ nhất bùng nổ vào tháng 8 năm 1914, Mecklenburg được huy động phục vụ cùng các tàu chị em trong thành phần Hải đội Chiến trận 4. Con tàu chỉ có những hoạt động giới hạn tại biển Baltic chống lại lực lượng Hải quân Nga, nhưng mối đe dọa của tàu ngầm Anh đã buộc con tàu phải rút lui vào năm 1916. Trong thời gian còn lại của cuộc xung đột, Mecklenburg phục vụ như là một tàu giữ tù binh, rồi như một trại lính nổi đặt căn cứ tại Kiel. Con tàu được rút khỏi Đăng bạ Hải quân vào tháng 1 năm 1920 và bị bán để tháo dỡ một năm sau đó.

## Thiết kế và chế tạo
Mecklenburg được đặt lườn vào năm 1899 tại xưởng tàu AG Vulcan ở Stettin Schichau-Werke Danzig. Nó được đặt hàng dưới cái tên tạm thời "F" trong hợp đồng như là một đơn vị mới của hạm đội. Con tàu là thành viên của một lớp thiết giáp hạm mới được chế tạo dưới sự chỉ đạo của Đô đốc Alfred von Tirpitz, theo những điều khoản của Đạo luật Hải quân Đức thứ nhất năm 1898. Mecklenburg được hạ thủy vào ngày 9 tháng 11 năm 1901 như là chiếc cuối cùng của lớp, nhưng công việc hoàn tất nó tiến triển nhanh hơn con tàu chị em Schwaben, nên nó được đưa ra hoạt động sớm hơn vào ngày 25 tháng 5 năm 1903. Con tàu có chi phí tổng cộng 22.329.000 Mác vàng.
Con tàu có chiều dài chung 126,8 m (416 ft), mạn thuyền rộng 22,8 m (75 ft), và độ sâu của mớn nước là 7,95 m (26,1 ft) ở phía trước và 8,04 m (26,4 ft) phía sau. Nó được đẩy bởi hệ thống động lực gồm ba động cơ hơi nước ba buồng bành trướng đặt dọc dẫn động ba trục chân vịt. Hơi nước được cung cấp bởi sáu nồi hơi Thornycroft và sáu nồi hơi hình trụ ngang. Mecklenburg có công suất thiết kế là 14.000 ihp (10.000 kW), cho phép đạt được tốc độ tối đa 18 hải lý trên giờ (33 km/h; 21 mph).
Dàn hỏa lực của Mecklenburg bao gồm một dàn pháo chính với bốn khẩu hải pháo 24 cm (9,4 in)/40 caliber bố trí trên hai tháp pháo nòng đôi, một phía trước và một phía sau của cấu trúc thượng tầng. Dàn pháo hạng hai của nó có mười tám khẩu hải pháo 15 cm (5,9 in) SK L/40 cùng mười hai khẩu pháo 8,8 cm (3,5 in) SK L/30 bắn nhanh, được hoàn thiện với sáu ống phóng ngư lôi 45 cm (17,7 in), tất cả được đặt trên các bệ xoay bên trên mực nước.

## Lịch sử hoạt động
Khi được đưa ra hoạt động vào năm 1903, Mecklenburg được phân về Hải đội 2 của Hạm đội Chiến trận cùng với các thiết giáp hạm Kaiser Karl der Große và Kaiser Wilhelm II. Đến năm 1905, lực lượng của Hải quân Đức được tăng lên thành hai hải, gồm bốn đội với ba thiết giáp hạm mỗi đội; chúng được hỗ trợ bởi một hải đội trinh sát bao gồm hai tàu tuần dương bọc thép và sáu tàu tuần dương bảo vệ. Đến năm 1909, Mecklenburg và chiếc thiết giáp hạm mới Lothringen giành giải thưởng hàng năm của Kaiser về tác xạ chính xác. Vào lúc này Mecklenburg được thuyên chuyển về Đội 1 thuộc Hải đội Chiến trận 1. Lớp thiết giáp hạm Deutschland mới nhất bắt đầu được đưa ra hoạt động, cung cấp cho hải quân đủ tàu chiến để tổ chức thành hai hải đội đầy đủ sức mạnh với tám chiếc. Hạm đội được đổi tên thành Hạm đội Biển khơi (Hochseeflotte).
Sau khi Chiến tranh Thế giới thứ nhất nổ ra vào tháng 8 năm 1914, Mecklenburg và những chiếc cùng lớp được huy động trở lại trong thành phần Hải đội Chiến trận 4 dưới quyền chỉ huy của Phó đô đốc Ehrhard Schmidt. Bắt đầu từ ngày 3 tháng 9 năm 1914, Hải đội Chiến trận 4, có sự hỗ trợ của tàu tuần dương bọc thép Blücher, bắt đầu một cuộc càn quét vào biển Baltic. Chiến dịch kéo dài cho đến ngày 9 tháng 9 nhưng không lôi kéo được các đơn vị Hải quân Nga vào cuộc xung đột. Vào tháng 5 năm 1915, Hải đội Chiến trận 4, kể cả Mecklenburg, được điều sang hỗ trợ cho Lục quân Đức tại khu vực biển Baltic. Mecklenburg và các tàu chị em sau đó đặt căn cứ tại Kiel.
Vào ngày 6 tháng 5, các con tàu thuộc Hải đội 4 được giao nhiệm vụ hỗ trợ cho cuộc tấn công chiếm đóng Libau. Mecklenburg cùng các tàu khác chiếm lấy vị trí ngoài khơi Gotland nhằm đánh chặn mọi tàu tuần dương Nga tìm cách ngăn cản cuộc đổ bộ; tuy nhiên phía Nga đã không hoạt động. Đến ngày 10 tháng 5, sau khi lực lượng tấn công đã tiến vào Libau, các tàu ngầm Anh E1 và E9 đã phát hiện Hải đội 4, nhưng ở khoảng cách quá xa không thể tấn công chúng. Mecklenburg cùng các con tàu chị em đã không có mặt trong thành phần hạm đội Đức tham gia tấn công vịnh Riga vào tháng 8 năm 1916 do thiếu hụt lực lượng hộ tống. Sự tăng cường hoạt động của các tàu ngầm Anh đã buộc phía Đức phải phân bổ thêm tàu khu trục hộ tống để bảo vệ cho các tàu chiến chủ lực.
Đến năm 1916, mối đe dọa của tàu ngầm đối phương tại biển Baltic buộc Hải quân Đức phải rút những chiếc lớp Wittelsbach đã lạc hậu khỏi các hoạt động ở tuyến đầu. Mecklenburg và các tàu chị em được cho giải giáp để phục vụ trong những vai trò thứ yếu. Nó thoạt tiên đặt căn cứ tại Kiel và sử dụng để lưu giữ tù binh chiến tranh. Đến năm 1918, nó trở thành một tàu trại lính cho thủy thủ đoàn những chiếc U-boat đặt căn cứ tại Kiel. Con tàu được giữ lại một thời gian ngắn cùng Hải quân Đức được tái thành lập sau khi chiến tranh kết thúc. Tuy nhiên, đến ngày 25 tháng 1 năm 1920, Mecklenburg được rút khỏi Đăng bạ Hải quân, rồi bị bán cho Deutsche-Werke, một hãng tháo dỡ tàu tại Kiel, vào ngày 16 tháng 18 năm 1921 với giá 1.750.000 Mark. Con tàu được tháo dỡ cùng năm đó tại Kiel-Nordmole.